# Bernartice (Benešovi járás)
Bernartice település Csehországban, a Benešovi járásban. Bernartice Horka II, Hulice, Dolní Kralovice, Loket és Keblov településekkel határos. Lakosainak száma 230 fő (2024. január 1.).

## Népesség
A település lakosságának változását az alábbi diagram mutatja:
| Lakosok száma | 634  | 630  | 604  | 416  | 271  | 212  | 221  | 235  | 225  | 230  |
|               | 1869 | 1900 | 1921 | 1961 | 1980 | 2011 | 2016 | 2019 | 2021 | 2024 |